# 満洲行進曲
『満洲行進曲』（まんしゅうこうしんきょく）は、日本の軍歌。大江素天作詞・堀内敬三作曲、1932年（昭和7年）に発表された。
1931年（昭和6年）9月18日の満洲事変に呼応し、朝日新聞社は皇軍慰問のため、「レコードを通じて世間に流布すること」を前提条件とし、作曲は堀内敬三に委嘱、作詞は大阪朝日新聞社の計画部長であり、満州事変の報道担当であった大江素天が担当し、1932年（昭和7年）1月4日に東京・大阪朝日新聞紙上に企画を発表、1932年2月15日に日本ビクターより発売された。
また、同名の映画（ただし映画データベースではタイトルは「満州」と表記される）が同じ年に2つの会社により製作され、そのうち松竹製作の映画ではこの曲が使用されている。本記事では楽曲と映画の両方について説明する。

## 楽曲

### 制作の経緯
1929年のアメリカ株式市場の暴落により世界恐慌が発生し、日本経済も「昭和恐慌」と呼ばれる不況に見舞われた。このような背景の中、中国のナショナリズム高揚により、日本が満洲に確保していた権益を失う危機感を関東軍の関係者は抱き、満洲事変による軍事力行使へと進んだ。松岡洋右（当時衆議院議員）は「満蒙（満洲と内モンゴル）は日本の生命線」と演説し、国民は軍事力による満洲確保を支持した。本作の6番にも「生命線はこゝにあり」と歌われている。
また、当時、大阪朝日新聞・東京朝日新聞、大阪毎日新聞・東京日日新聞（現在の毎日新聞）などは、戦争協力のため、戦争の正当化や国民の士気向上に向けた情報操作を行っていた。その一つの手段として、軍歌や戦時歌謡を制作、もしくは、広く一般から公募し、日本ビクターや日本コロムビアといったレコード会社と連携し、普及させた。これらの軍歌や戦時歌謡は、国民の愛国心を鼓舞し、戦争への支持を拡大するための強力なプロパガンダ手段となった。
本曲も満洲事変を契機として制作された。同様の経緯で制作された歌として「爆弾三勇士の歌」がある。

### 歌詞
1. 過ぎし日露の戦いの
勇士の骨を埋めたる
忠霊塔を仰ぎ見よ
赤き血潮に色染めし
夕陽を浴びて空高く
千里曠野に聳えたり
2. 酷寒零下三十度
銃も剣も砲身も
駒の蹄も凍る時
すはや近づく敵の影
防寒服が重いぞと
互いに顔を見合わせる
3. 確り冠る鐵兜
忽ち作る散兵壕
我が聯隊旗ひらひらと
見上げる空に日の丸の
銀翼光る爆撃機
弾に舞い立つ伝書鳩
4. 戦い止んで陣営の
輝き冴える星の下
黄色い泥水汲み取って
炊ぐ飯盒に立湯氣の
温味に探る膚守り
故郷如何にと語り合ふ
5. 面影去らぬ戦友の
遺髪の前に今開く
慰問袋のキャラメルを
捧げる心君知るや
背嚢枕に夜も携ら
眠れぬ朝の大吹雪
6. 東洋平和の為ならば
我等が生命捨つるとも
何か惜しまん日本の
生命線はこゝに在り
八千萬の同胞と
共に守らん満洲を

—『壮烈爆弾三勇士・満洲行進曲』春江堂、1932年（国立国会図書館デジタルコレクションのリンク、2024年7月15日閲覧）、https://dl.ndl.go.jp/pid/1105854/1/92

## 映画
新興キネマと松竹によってほぼ同時期に公開された。

### 新興キネマ版
1932年3月3日に公開され、川浪良太が監督を務めた。サイレント作品である。

### 松竹版
1932年3月10日公開で、清水宏と佐々木康が共同監督を務めた。こちらは部分トーキー作品で、前記の楽曲が使用されている。蒲田撮影所で製作され、それまで大部屋俳優だった笠智衆が準主役を務めた。上映時間は98分。